# Apocharips
Apocharips är ett släkte av steklar som beskrevs av Fergusson 1986. Apocharips ingår i familjen glattsteklar.
Släktet innehåller bara arten Apocharips trapezoidea.